# Wilt (knižní série)
Wilt je název knižní série, kterou v letech 1976–2010 napsal britský spisovatel Tom Sharpe. První kniha ze série vyšla v Česku poprvé v roce 1999.

## Knihy
- Nový život Henryho Wilta – česky vyšlo v roce 1999 (v originále vyšlo roku 1976 jako Wilt)
- Henry Wilt má smůlu – česky vyšlo v roce 2000 (v originále vyšlo roku 1979 jako The Wilt Alternative)
- Povznesení Henryho Wilta – česky vyšlo v roce 2002 (v originále vyšlo roku 1984 jako Wilt on High)
- Wilt in Triplicate – soubor prvních tří knih, v originále vyšlo roku 1996, česky nevyšlo
- Wilt in Nowhere – v originále vyšlo roku 2004, česky nevyšlo
- The Wilt Inheritance – v originále vyšlo roku 2010, česky nevyšlo

## Děj

### Nový život Henryho Wilta
Titul prvního ze tří románů (Wilt) odkazuje na jméno hlavní postavy této humoristické knihy. Henry Wilt je demoralizovaný a podhodnocený učitel, který vyučuje stavební učně literaturu. Roky ponižování a obtěžování ze strany své manželky způsobily, že Henry ve volných chvílích přemýšlí o různých způsobech její vraždy. Avšak řetězec nešťastných událostí (které zahrnují mimo jiné plastovou nafukovací pannu) způsobí, že je Henry nakonec opravdu obviněn z vraždy své ženy.

### Henry Wilt má smůlu
Henry Wilt má smůlu volně navazuje na knihu Nový život Henryho Wilta, opět přivádí na scénu nehrdinského hrdinu, nepříliš úspěšného učitele a průměrného intelektuála.
Nečekané události vytrhnou Wilta z poklidného života. Po dvanácti letech bezdětného manželství jeho manželka po úspěšném léčení neplodnosti porodí čtyřčata – výhradně ženského pohlaví – a tak Wiltovi odčerpává energii nejen žena, ale i děti a velký dům, do kterého se přistěhuje nová nájemnice, krásná Irmgard. Jednoho večera se však Henry vrací domů a zjišťuje, že jeho rodina je v zajetí teroristů a jeho dům je obléhán policií. A tak se Henry Wilt opět stává středem dramatických událostí.

### Povznesení Henryho Wilta
Henry Wilt se stal vedoucím katedry anglického jazyka na podprůměrné britské škole. Přestože se jeho profesní situace změnila, jeho život nijak nezevšedněl – vždyť má svou velmi nevšední rodinu. Stačí, aby zatajil své přednášky (a také příjmy za ně) na nedaleké americké letecké základně, a již se kolem něj začne roztáčet kolotoč bláznivých událostí. A protože policejnímu inspektoru Flintovi připadá, že Wiltova vina je jasná, zbývá mu jen dokázat, jestli je pouze drogovým dealerem nebo i špiónem.

## Hlavní postavy
- Henry Wilt
- Eva Wiltová
- Inspektor Flint
- Seržant Yates
- Sally Springsheimová
- Gaskell Springsheim
- Pan Morris
- Peter Braintree
- Dr. Board
- Dr. Mayfield